# Vila Velha de Ródão
Vila Velha de Ródão (ˈvilɐ ˈvɛʎɐ dɨ ˈʁɔdɐ̃ũ) è un comune portoghese di 4 098 abitanti situato nel distretto di Castelo Branco.

## Società

### Evoluzione demografica
| Popolazione di Vila Velha de Ródão (1801 – 2004) | Popolazione di Vila Velha de Ródão (1801 – 2004) | Popolazione di Vila Velha de Ródão (1801 – 2004) | Popolazione di Vila Velha de Ródão (1801 – 2004) | Popolazione di Vila Velha de Ródão (1801 – 2004) | Popolazione di Vila Velha de Ródão (1801 – 2004) | Popolazione di Vila Velha de Ródão (1801 – 2004) | Popolazione di Vila Velha de Ródão (1801 – 2004) | Popolazione di Vila Velha de Ródão (1801 – 2004) |
| ------------------------------------------------ | ------------------------------------------------ | ------------------------------------------------ | ------------------------------------------------ | ------------------------------------------------ | ------------------------------------------------ | ------------------------------------------------ | ------------------------------------------------ | ------------------------------------------------ |
| 1801                                             | 1849                                             | 1900                                             | 1930                                             | 1960                                             | 1981                                             | 1991                                             | 2001                                             | 2004                                             |
| 2665                                             | 3975                                             | 6633                                             | 8753                                             | 8039                                             | 5605                                             | 4960                                             | 4098                                             | 3802                                             |

## Freguesias
- Fratel
- Perais
- Sarnadas de Ródão
- Vila Velha de Ródão